# پروتکل ژنو
پروتکل ژنو (به انگلیسی: Geneva Protocol) یا کنوانسیون ژنو یا قانون ژنو، قانونی برای منع استفاده از موادی در جنگ است که باعث خفگی و مسموم ساختن و گازهای دیگر که در این رده قرار می‌گیرند و منع جنگ‌های باکتریولوژیکی، نوشته شده‌است. این قانون در ۱۷ ژوئن سال ۱۹۲۵ به تصویب رسیده و در ۸ فوریه ۱۹۲۸ اعمال شده است.
پروتکل ژنو بیشتر برای منع جنگ‌های شیمیایی و بیولوژیکی بین کشورها در سرتاسر جهان نوشته شده و در ۷ سپتامبر ۱۹۲۹ در سری پیمان نامه‌های جامعه ملل ثبت شد.

## تاریخچه نقض قانون
در جنگ ایران و عراق در سال‌های ۱۹۸۰ تا ۱۹۸۸، این قانون توسط صدام حسین، رهبر وقت عراق و با استفاده از گازهای خردل و سارین و وی‌ایکس (عامل اعصاب)، علیه نیروهای نظامی ایران و شورشیان عراقی، بارها و بارها نقض شد.
در درگیری‌های سوریه و در سال ۲۰۱۳، هر دو طرف نیروهای نظامی بشار اسد و مخالفان به استفاده از گازهای شیمیایی متهم شدند.